# Tedeschi del Baltico
I Tedeschi del Baltico (detti anche Baltico-tedeschi o Baroni baltici; in tedesco Deutschbalten o Baltendeutsche) furono una popolazione di etnia tedesca che visse nei Paesi baltici dal Medioevo alla fine degli anni 1930, quando furono trasferiti in seguito allo scambio di popolazione tra Germania nazista e Unione Sovietica. Non si fusero mai con la popolazione locale ma mantennero cultura, lingua, tradizioni e religioni germaniche tipiche della loro terra d'origine, trasmettendo la loro impostazione e cultura anche alle popolazioni locali.
I tedeschi si insediarono in Estonia e in Livonia in seguito a due movimenti migratori, contemporanei anche se in gran parte indipendenti: lo stabilirsi di reti commerciali tra le varie città mercantili che si affacciavano sul Baltico, legate nella Lega Anseatica, e le crociate del Nord condotte dagli ordini monastico-militari. I mercanti si insediarono soprattutto nelle città, mentre i monaci-soldati costruirono fortezze nelle campagne. Dopo la crociata livoniana, ottennero rapidamente il controllo di tutte le amministrazioni del governo, della politica, dell'economia, dell'istruzione e della cultura di queste zone per oltre 700 anni, fino al 1918, pur non arrivando mai a costituire più del 10% della popolazione totale. Il ceto tedesco costituì infatti la classe dirigente - politicamente, economicamente, culturalmente e militarmente - di Estonia e Livonia fino alla fine del XIX secolo, quando sorse il nazionalismo estone e lettone. Contribuirono a lasciare nei due stati ospitanti una forte impronta germanica, percepita tutt'oggi. Alcuni di loro assunsero anche posizioni di rilievo nella vita militare e civile dell'Impero russo, in particolare a San Pietroburgo.
Nel 1881 circa 46.700 tedeschi vivevano in Estonia, pari al 5,3% della popolazione. Secondo il censimento dell'Impero russo del 1897, in Lettonia vivevano 120.191 tedeschi, pari al 6,2% della popolazione.

## Storia
L'Ordine teutonico istituì un gruppo privilegiato di nobiltà germanica nei Paesi baltici nel Medioevo ed agli albori dell'epoca moderna. La futura capitale lettone Riga venne fondata nel 1201 dal canonico tedesco Albert von Appeldern. Proprietari terrieri germanici, mercanti, artigiani formarono una comunità che sin dal XIX secolo venne chiamata “i germanici del Baltico”. 
Tradizionalmente, i germanici del Baltico dominavano la vita politica, il commercio e la cultura, tuttavia il loro potere, con la rivoluzione industriale alla fine del XIX secolo, iniziò un progressivo declino. Estonia e Lettonia, rivendicarono la propria identità nazionale ed allo stesso tempo la struttura sociale della popolazione cominciò a cambiare per via dell'imposizione della russificazione, anche a svantaggio della minoranza germanica.
Nel 1867 la popolazione di Riga era costituita al 42,9% da tedeschi.
Nel 1918, Estonia e Lettonia divennero per la prima volta politicamente indipendenti e in seguito alle riforme agrarie, i germanici persero ovunque le loro proprietà terriere. Secondo il censimento del 1925, in Lettonia i tedeschi erano ancora 70.964 (il 3,8% della popolazione totale).
L'influenza ed il numero dei germanici continuò a diminuire sino al 1939, quando Hitler li richiamò nel Reich. Per molti si trattava dell'unica possibilità di sopravvivere economicamente. Tuttavia il colpo di grazia alle popolazioni tedesche del Baltico si ebbe nel biennio 1945-1947, durante il quale l'URSS, uscita vincitrice dalla seconda guerra mondiale, si fece promotrice di un'opera di vera e propria pulizia etnica, costringendo migliaia di tedeschi ad abbandonare le proprie terre per trasferirsi nella Germania Est, oppure facendone sparire centinaia senza che se ne sapesse più nulla.

## Le testimonianze in Estonia
Iscrizioni in lingua tedesca decorano molti edifici in Estonia: arcate di case di campagna, chiese, scuole - una chiara indicazione di un lungo passato germanico-estone. Molto di ciò che ricordava la cultura tedesca, fu distrutto nel periodo in cui l'Estonia faceva parte dell'Unione Sovietica.
Di questa esperienza rimangono un certo numero di parole di origine germanica nella lingua estone e la consapevolezza delle antiche affinità che esistono tuttora fra i due paesi. 
La comunità tedesca in Estonia è passata dalle 33.362 persone del censimento 1897 (il 3,5% della popolazione totale) ai 16.346 del 1934 (1,5%).
La Repubblica d'Estonia, divenuta indipendente dalla Russia nel 1920, permise l'istituzione di scuole tedesche in lingua tedesca, sotto la supervisione della Gesellschaft Deutsche Schulhilfe, che faceva parte dell'Unione delle Società Tedesche in Estonia. Dopo l'adozione della legge sulle minoranze il 5 febbraio 1925, venne creato il Concilio Culturale dei Tedeschi del Baltico il 1º novembre 1925. Nel 1928 le scuole tedesche erano frequentate da 3.456 studenti.
Con l'avvento del nazismo, fu incoraggiato il rimpatrio dei Volksdeutsche nel Reich e molti tedeschi etnici del Baltico furono re-insediati in Germania e nei territori annessi. I cittadini tedeschi che decisero di non tornare in Germania sono stati oggi pienamente assimilati nella cultura e nella società estone.
Secondo l'ultimo censimento del 2011 rimangono in Estonia solo 1.544 persone di etnia tedesca (lo 0,1%).